# Shirley Cawley
Shirley Cawley, angleška atletinja, * 26. april 1932, Croydon, Anglija, Združeno kraljestvo.
Nastopila je na poletnih olimpijskih igrah leta 1952, kjer je osvojila bronasto medaljo v skoku v daljino.